# Ministère des Affaires étrangères et de la Coopération internationale (Djibouti)
Pour les articles homonymes, voir Ministère des Affaires étrangères et de la Coopération internationale.
Le ministère des Affaires étrangères et de la Coopération internationale  est le ministère des Affaires étrangères du gouvernement de Djibouti. Il est dirigé par le ministre des Affaires étrangères, depuis mai 2005, Mahamoud Ali Youssouf. 